# Fairyland (chanson)
Singles de Ayumi Hamasaki
Step You/Is This Love?
(2005) Heaven
(2005)
Fairyland (écrit en minuscules : fairyland) est le 36e single original de Ayumi Hamasaki sorti sous le label Avex Trax, en excluant ré-éditions, remixes, et son tout premier single sorti sous un autre label.

## Présentation
Le single sort le 3 août 2005 au Japon sous le label Avex Trax, produit par Max Matsuura. Il ne sort que trois mois et demi après le précédent single de la chanteuse, Step You/Is This Love?. Il atteint la 1re place du classement de l'Oricon. Il se vend à 172 221 exemplaires la première semaine, et reste classé pendant 13 semaines, pour un total de 316 663 exemplaires vendus durant cette période. C'est le cinquième single de la chanteuse à sortir aussi en version "CD+DVD", avec pour la première fois une pochette différente de celle de la version CD ; le DVD supplémentaire contient les clips vidéo des deux chansons inédites du disque, et une galerie de photos du tournage du clip de la chanson-titre défilant sur une version acoustique de ce titre nommé Fairyland "Tropical Mix"[pertinence contestée].
Le single contient deux chansons inédites et leurs versions instrumentales, plus leurs clips vidéo sur la version avec DVD, mais n'est pas présenté comme un single "double face A", contrairement au single précédent et à la plupart des singles suivants. Il contient en plus une version remixée de la chanson-titre, et une de la chanson Step You du précédent single Step You/Is This Love?.
Les deux chansons inédites ont servi de thèmes musicaux pour des campagnes publicitaires : Fairyland pour la marque Camellia Diamond, et Alterna pour un appareil de la marque Panasonic[source secondaire souhaitée]. Le titre Fairyland a aussi été utilisé comme thème musical pour les émissions télévisées Music Fighter d'août 2005 et Sports Urugus, et a également servi de chanson officielle pour la compétition Nissan X-Trail Cup[source secondaire souhaitée]. Les deux chansons figureront sur l'album (Miss)understood qui sortira cinq mois plus tard. Le titre Fairyland figurera aussi sur les compilations A Best 2: White de 2007 et A Complete: All Singles de 2008 ; il sera également remixé sur l'album Ayu-mi-x 7 -version House- de 2011, tandis que le titre Alterna sera remixé sur l'album Ayu-mi-x 6 Silver de 2008.

## Liste des titres
Toutes les paroles sont écrites par Ayumi Hamasaki.
| 1. | Fairyland "Original Mix" (fairyland...)                  | tasuku / HΛL                              | 5:18 |
| 2. | Alterna "Original Mix" (alterna...)                      | Shintaro Hagiwara & Sousaku Sasaki / CMJK | 5:28 |
| 3. | Step You "DJ Taki-Shit More Step Up Remix" (STEP you...) | Kazuhiro Hara / remix : DJ Taki-Shit      | 4:16 |
| 4. | Fairyland "Bright Field Remix"                           | tasuku / remix : Koji Morimoto            | 5:30 |
| 5. | Fairyland "Original Mix" (Instrumental)                  | tasuku / HΛL                              | 5:18 |
| 6. | Alterna "Original Mix" (Instrumental)                    | Shintaro Hagiwara & Sousaku Sasaki / CMJK | 5:27 |

| 1. | Fairyland (vidéo clip)                              |  |
| 2. | Alterna (vidéo clip)                                |  |
| 3. | Fairyland (galerie de photo du "making of" du clip) |  |